# 金田勝年
金田勝年（1949年10月4日—），日本政治家、大藏官僚，出身於秋田縣南秋田郡昭和町（現潟上市），為自由民主黨的眾議院議員（3次當選）。在自民黨內屬於額賀派（平成研究會）。
歷任外務副大臣（第3次小泉改造內閣）、眾議院財務金融委員長、參議院厚生勞動委員長、參議院議員（2期）等職位。2016年8月3日，进入第3次安倍内阁担任法务大臣。

## 生平
一橋大學經濟學部（討論發表會是宏觀經濟學）畢業後，大藏省入省（主計局分配）。1978年，山梨稅務署長。1993年、大藏省主計局主計官。1995年，為參議院議員當選。2009年8月，為眾議院議員當選。2012年，眾議院財務金融委員長。2016年8月3日，第3次安倍再改造內閣的法務大臣。

## 外部連結
- 官方網站 （页面存档备份，存于）
- 金田勝年的Facebook專頁

| 議會席位                 | 議會席位                                | 議會席位               |
| ------------------------ | --------------------------------------- | ---------------------- |
| 前任： 五十嵐文彥        | 眾議院財務金融委員長 2012年—2013年      | 繼任： 林田彪          |
| 前任： 阿部正俊          | 參議院厚生勞動委員長 2002年—2003年      | 繼任： 國井正幸        |
| 前任： 逢澤一郎 谷川秀善 | 外務副大臣 與鹽崎恭久一起 2005年—2006年 | 繼任： 岩屋毅 淺野勝人 |